# Pedro Cieza de León
Pedro Cieza de León (Llerena, Badajoz, 1520-Sevilla, España, 2 de julio de 1554) fue un conquistador y explorador español, destacado por su labor como cronista e historiador del mundo andino. Escribió una Crónica del Perú en cuatro partes, de las que solo la primera se publicó en vida de su autor, quedando inéditas las otras tres hasta los siglos XIX y XX. El erudito Marcos Jiménez de la Espada lo ha llamado «el príncipe de los cronistas españoles».
En América y, sobre todo, en Cartagena de Indias, desempeñó una gran actividad en expediciones, fundaciones, encomiendas gubernamentales y otras actividades, si bien su principal obra, y por lo que es recordado, es su extensa Crónica, que conforma el primer proyecto serio de escritura de una historia del mundo andino.

## Biografía
Los datos de su biografía son muy escasos. Según los apuntes consignados en uno de los «asientos de pasajeros» de la antigua Casa de Contratación de Sevilla, era hijo de Lope de León y de Leonor de Cazalla, “vecinos de Llerena”, y salió de Sevilla el 3 de junio de 1535, rumbo a América.  De acuerdo con su propia declaración escrita en el «Proemio» a la Crónica del Perú (aparecida en Sevilla en 1553), partió hacia América cuando apenas contaba con trece años de edad y estuvo en el Nuevo Mundo durante diecisiete años:

... habiendo yo salido de España, donde fui nacido y criado, de tan tierna edad que casi no había enteros trece años, y gastado en las Indias del mar Océano más de diez y siete, muchos de ellos en conquistas y descubrimientos y otros en nuevas poblaciones...

No se sabe a ciencia cierta a qué lugar de la América española llegó primero. Según la información personal que dejó desperdigada en su crónica, se sabe que en 1535 se encontraba en la gobernación de Cartagena. Entre 1536 y 1537 participó en la expedición a San Sebastián de Buenavista y a Urute junto con Alonso de Cáceres. 
En 1537 formó parte de la expedición del licenciado Juan de Vadillo que buscaba un lugar importante en oro, pero al no lograr encontrarlo y después de muchas penalidades, llegaron a la ciudad de Cali. En esta ciudad era teniente gobernador Lorenzo de Aldana, enviado secretamente por Francisco Pizarro, el gobernador del Perú, con la misión de vigilar a Sebastián de Belalcázar, que amenazaba arrebatarle esas provincias de su jurisdicción y a quien no pudo encontrar. Aldana, con las tropas que recibió de Vadillo, decidió realizar nuevas conquistas que encomendó a Jorge Robledo, bajo cuyas órdenes estuvo Cieza durante dos años, contribuyendo a fundar varias ciudades, entre ellas: Santa Ana de los Caballeros (actual Anserma), en 1539; Cartago, en 1540; y Antioquia, en 1541; todas en el actual territorio de Colombia.
De Antioquia pasó a Cartagena y luego a Panamá. En 1542 estaba de regreso en Cali integrando las huestes de Sebastián de Benalcázar. En recompensa a sus servicios recibió una encomienda de indios.
En 1545 se hallaba nuevamente en Cartago en momentos en que en el Perú comenzaba la guerra civil entre Gonzalo Pizarro y el virrey Blasco Núñez Vela. Los jefes de Cieza se involucraron en la contienda, y uno de ellos, Robledo, acabó siendo ajusticiado. Estando en Cartago, llegó por esos lugares el juez pacificador Pedro de la Gasca, en cuyas huestes se alistó, iniciando así su viaje hacia tierras peruanas. Según unos, llegó al Perú a fines de 1547; según otros, a principios del año siguiente. Por entonces su obra escrita estaba avanzada, pues al mismo tiempo que cumplía sus deberes militares, tomaba nota de todo lo interesante que veía y oía; según él mismo refiere, descansaba escribiendo cuando sus camaradas lo hacían durmiendo. Asistió a la batalla de Jaquijahuana, librada cerca del Cuzco el 9 de abril de 1548.
En 1548 arribó a la Ciudad de los Reyes (actual Lima) y allí fue cuando, bajo la protección de La Gasca, comenzó su carrera como escritor y cronista oficial del Nuevo Mundo. Durante los dos años siguientes recorrió los territorios del Perú recogiendo una interesante información con la que pudo desarrollar su obra, referente a las costumbres, las tradiciones, la geografía y los sucesos históricos.
En 1551 regresó a España. En Toledo presentó al príncipe Felipe un ejemplar manuscrito de su obra. En Sevilla reposó de sus andanzas y se casó con una mujer llamada Isabel López. En esta última ciudad publicó en 1553 la primera parte de su Crónica del Perú. Al año siguiente murió dejando el resto de su obra inédita.

## Obra

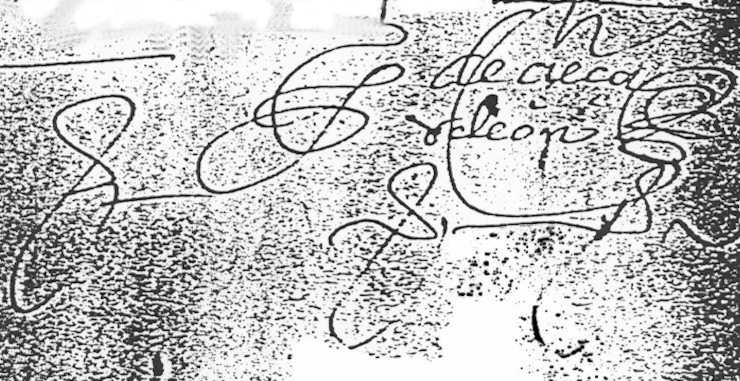
Firma del cronista Pedro Cieza de León

En el «Proemio» de la Crónica del Perú (1553), Pedro Cieza de León dio conocer el ambicioso plan de su obra. La dividió en cuatro partes, que son las siguientes:
- Primera Parte: El libro de las fundaciones, pero que ha venido a ser llamada la Parte primera de la Crónica del Perú. Trata sobre la descripción del territorio y de sus habitantes.
- Segunda Parte: El Señorío de los Incas Yupanquis. Trata sobre la historia de los reyes incas.
- Tercera Parte: El Descubrimiento y Conquista del Perú. Trata sobre la conquista española del Imperio de los incas.
- Cuarta Parte: Las Guerras Civiles del Perú, planeada en cinco libros: Guerra de las Salinas; Guerra de Chupas; Guerra de Quito; Guerra de Huarina y Guerra de Jaquijahuana. Trata sobre las guerras civiles entre los conquistadores del Perú.

También prometió redactar dos Comentarios: uno sobre los sucesos del Pacificador La Gasca y otro referente al segundo virrey del Perú, Antonio de Mendoza y Pacheco, obras de las que no se sabe si llegó a escribirlas.
La primera parte fue publicada en vida del autor, en Sevilla (1553). Se imprimieron 1100 ejemplares y al año siguiente fue necesario hacer una nueva edición, corregida en Amberes. En los años siguientes se hicieron otras ediciones, siendo traducida también al italiano y al inglés. Pero Cieza falleció en 1554, y el resto de su copiosa obra permaneció inédita e incluso extraviada durante más de 300 años. No faltó incluso quienes se apropiaron de su trabajo, como fue el caso del cronista Antonio de Herrera y Tordesillas, que copió capítulos enteros en sus Décadas.
La segunda parte fue redescubierta en la Biblioteca del Monasterio de El Escorial por el historiador peruano Manuel González de la Rosa, que preparó una edición para publicarla en Londres en 1873. Pero esta se quedó en pruebas por razones económicas. En 1880, bajo el cuidado del erudito español Marcos Jiménez de la Espada, se publicó finalmente la obra con el título de Segunda parte de la crónica del Perú, que trata del señorío de los incas yupanquis y de sus grandes hechos y gobernación (actualmente conocida simplemente como El Señorío de los Incas).
La tercera parte demandó un mayor esfuerzo de los investigadores para su ubicación y reconstrucción. Jiménez de la Espada editó algunos fragmentos en 1897; luego, entre 1950 y 1958 fueron publicados 54 capítulos en la revista Mercurio Peruano por el erudito limeño Rafael Loredo. En 1975, el padre Carmelo Sáenz de Santa María S.J. publicó los capítulos finales que Loredo no pudo hallar. Por último, el manuscrito completo fue hallado en la Biblioteca Apostólica Vaticana por la profesora Francesca Cantù, saliendo a luz en 1979.
La cuarta parte, la más extensa de todas, fue desconocida hasta el siglo XIX, aunque una parte se podía leer en las Décadas de Herrera. Según el plan del autor, esta cuarta parte estaba dividida en cinco libros, pero solo se han identificado los tres primeros (Guerra de las Salinas, Guerra de Chupas y Guerra de Quito), que fueron publicados entre los siglos XIX y XX; no se sabe si el autor llegó a escribir los restantes libros (Guerra de Huarina y Guerra de Jaquijahuana), cabiendo la posibilidad de que estén perdidos. Jiménez de la Espada fue el primero en acometer la edición de la Guerra de Quito, basándose en un manuscrito incompleto existente en la Biblioteca del Palacio Real de Madrid, que solo contenía los primeros 53 capítulos (1877). Por esa época se hizo también la primera edición de la Guerra de las Salinas (1877) y de la Guerra de Chupas (1881), consignadas en la Colección de Documentos Inéditos para la Historia de España; posteriormente se hizo la edición completa de la Guerra de Quito (1909), registrada en la Nueva Biblioteca de Autores Españoles.

## Valoración

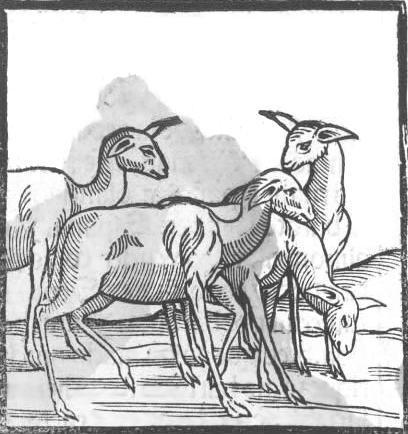
Primera imagen de los camélidos americanos publicada en Europa. Pedro Cieza de León, 1553

La importancia de la obra de Cieza radica en que fue el primer proyecto de una historia global del mundo andino, desde las épocas remotas hasta su tiempo. Hasta entonces, los cronistas españoles se habían limitado a relatar los hechos de los conquistadores, recogiendo a veces datos dispersos sobre las poblaciones nativas. Cieza es el primero en acometer metódicamente la historia prehispánica, desde los remotos tiempos anteriores a los incas hasta la llegada de los españoles. Con él arranca la ya clásica división de la historia del Perú, en las épocas preincaica e incaica, descubrimiento y conquista. Por eso, se le ha llamado con justicia el primer historiador del Perú.
Aunque su obra es histórica y narra los hechos de los incas, los acontecimientos de la conquista y las guerras entre los españoles, su mayor importancia radica en la profundidad con que trata los temas de Geografía, Etnografía, Flora y Fauna, siendo el primero que describió algunas especies animales y vegetales.
La primera parte de su obra viene a ser la introducción de la obra en general. Es una descripción de tierras y pueblos, con detalles sobre las costumbres y tradiciones. La obra es un valioso documento etnográfico de los indígenas americanos, su religión y economía, sus creencias y organización. Es de destacar su mención de monumentos preincaicos, como la ciudad de Chan Chan (cap. LXVIII); el santuario de Pachacámac (cap. LXXII); las líneas de Nazca (cap. LXXV); el templo de Chavín de Huántar (cap. LXXXII); las extensas edificaciones de Wari (cap. LXXXVII); y las construcciones monumentales de Tiahuanaco (cap. CV). Por eso, se le ha llamado el primer arqueólogo del Perú.
La segunda parte, conocida como El Señorío de los Incas, trata sobre la historia de los Incas o reyes del Antiguo Perú. La crítica histórica ha sido unánime al considerarla como una obra fundamental para el estudio de la historia incaica. En ese sentido, compite con la Suma y narración de los incas, de Juan de Betanzos, y con la obra de Pedro Sarmiento de Gamboa.
Aunque Cieza juzgaba a su escritura «desnuda de retórica», sin «la suavidad que da a las letras la ciencia, ni con el ornato que requería», y solo se vanagloriaba de referir la verdad, los críticos han destacado su estilo armonioso, fluido, hábil para la descripción y la narración.
El indigenista José María Arguedas lo declaró “el más noble, documentado y justo de los cronistas”, puesto que su visión del proyecto de Conquista se mantenía acorde al espíritu del Derecho indiano y las Leyes de Indias, siendo alguien que criticaría los excesos que presentaron algunos Conquistadores españoles de renombre, llegando a solidarizarse con las denuncias de Bartolomé de las Casas (a quien le entregó el segundo y tercer volumen de su obra Crónica del Perú, que quedaron inéditos por un largo tiempo) en favor de los indios y sus derechos naturales.

"Yo no apruebo cosa alguna, antes lloro las extorsiones y malos tratamientos y violentas muertes que los españoles han hecho en estos indios, obradas por su crueldad, sin mirar por su nobleza y la virtud tan grande de su nación, pues todos los mas destos valles están ya casi disiertos, habiendo sido en el pasado tan poblados como muchos saben"
Cieza de León, 1984: 192